# حيوانات (فلم)
حيوانات (بالألمانية: Tiere) هو فيلم غموض نمساوي سويسري بولندي من إخراج غريغ زغلنسكي. يحكي الفيلم عن حادثة صدم خروف على طريق ريفي، تلاها عدة أحداث مريبة صادفتها آنا ونيك، لم يدركوا بسببها إذا ما كان الأحداث حقيقية أم أنهم في مخيلتهم الخاصة أو في خيالات شخص آخر.

## وصلات خارجية
- مقالات تستعمل روابط فنية بلا صلة مع ويكي بيانات